# Волки и медведи
«Волки и медведи» — роман, историческая фантастика писателя современной русской литературы Фигль-Мигль. Лауреат литературной премии «Национальный бестселлер» 2013 года.

## Общая информация
Первое издание романа «Волки и медведи» было опубликовано издательством «Лимбус Пресс» в Санкт-Петербурге в 2013 году объёмом 496 страницы и тиражом 3000 экземпляров. В дальнейшем книга выпускалась отдельным тиражом. Роман популярен у современного читателя.
Роман Фигль-Мигль фантастический о недалёком светлом будущем. Действие произведения, как и все литературные труды писателя, разворачивается в Санкт-Петербурге, хотя прямо город и не называется, но по названиям отдельных районов: Васильевский остров, Охта, Литейный, Стрелка, Автово, можно сделать вывод, что речь идёт о Северной столице. Центральная тема романа – провинция, загадочное и дикое непроходимое пространство, в котором создаётся ощущение присутствия опасных диких животных.

## Сюжет
Город чётко разделён между чиновниками и близкими к ним «гвардейцами» и бандитами, они же контрабандисты. Сотрудники правоохранительной системы окончательно стали вооруженной бандой, которая постоянно взимает дань со всех, кто ещё платёжеспособен. Идёт противостояние всех против всех, и битва эта не за влияние, а за выживание. В окрестных населённых пунктах те кто выжил и вовсе одичали — даже чтобы вести с ними разговор, нужно было брать переводчиков из интеллигентов. Знающие люди говорили, что там за рекой только медведи и волки. Один из героев романа, городской интеллигент филолог по прозвищу Фиговидец, после закрытия университета промышляет случайными заработками. То ведёт дружбу с контрабандистами, то работает в услужение у Канцлера — загадочного властителя Города, который на самом деле не имеет отношение к контролю и управлению. Он, канцлер, один из персонажей, который имеет нормальное имя — Николай Павлович Платонов — другие имеют кличи — Дроля, Молодой, Муха, Сахарок, тот же Фиговидец.
Главная тема романа — это мелкие подробности жизни «ходячих мертвецов»: как они живут, как развлекаются, что едят и где еду покупают, какие радиопередачи слушают (в постапокалиптическом мире вещает только радио, по которому транслируют бесконечную Сагу). Общим знаменателем пространства в романе также может быть тюрьма. Все здесь похоже на зону, просто у одних добротные «нары», а у других – «параша». Однако, читатель не встречает здесь надзирателей, зона - данность, представленная с особым национальным колоритом. Все это автор придумал замысловато, замечательно и искусно. Понятно, что писатель сам придумал этот мир и пытается устроить здесь всё так как ему интересно, и как он представляет возможное развитие событий. 
В произведении автор о многом сказал: и о выборах, и о политике, и о высшем образовании, и об интеллигенции, вот только имена руководителей настоящих не звучат. Скорее всего описываются события настолько футуристические, что там уже действующей власти места нет.

## Критика и рецензии
Литературный обозреватель Констатин Трунин в своём обзоре о романе "Волки и медведи":
Нет и не будет тут слов о Фигля-Мигля творении. На одном дыхании оно прочитано, следом лёгкими обратно исторгнутое. Не успел мозг обогатиться порцией кислорода, обратно едва ли не сразу отхлынувшего. Прошло лишь через сердце, не оставив по себе воспоминаний. Потому сказать получается — ни уму ни сердцу. Одна печень возрадовалась, пропустив и очистив, не дав организму потерять равновесие. В селезёнке осталось немножечко. Зато усилилось желчи отделение, разъедая пищеварительный тракт излишней горечью. Возникло ощущение неприятное, вроде жжения, на всю ширину груди разлившееся.

В своей рецензии Дарья Волосова пытается найти в романе светлые и тёмные пятна и обратить внимание читателя на те строчки романа, которые нельзя не прочитать:  
Единственное светлое пятно на этих страницах – это Нева и небо над Городом, который предстаёт здесь единственным положительным героем. Это новое амплуа даже трогательно, если учитывать климат и литературную традицию; в кои-то веки из него не шьют пыльных тяжёлых кулис для свершающейся трагедии. В кои-то веки не «среда заела», а напротив, сами люди суть плесень и ржа, оскверняющие своим существованием то, что осталось от места действия. А город хорош, пусть и размежеванный, необратимо раскроенный по социальному признаку, занесённый снегами и заросший свалками, Джунглями, старыми складами. Книга аутентична до дрожи; одно удовольствие читать её в месте описываемых событий.

## Награды
- 2013 — Национальный бестселлер, лауреат[7][8].